# Sings Ballads of the Sad Cafe
| Recensione | Giudizio |
| ---------- | -------- |
| AllMusic   |          |

Sings Ballads of the Sad Cafe è un album della cantante jazz statunitense Chris Connor, pubblicato dalla Atlantic Records nel settembre del 1959.

## Tracce

### LP (1959, Atlantic Records, 1307/SD 1307])
Lato A (11583)
1. These Foolish Things – 3:35 (testo: Holt Marvell (Eric Maschwitz) – musica: Jack Strachey, Harry Link) – Registrato il 10 marzo 1959 a New York
2. Bargain Day – 3:12 (William Roy) – Registrato il 29 gennaio 1959 a New York
3. The End of a Love Affair – 3:54 (Edward C. Redding) – Registrato il 10 marzo 1959 a New York
4. Glad to Be Unhappy – 3:30 (testo: Lorenz Hart – musica: Richard Rodgers) – Registrato il 29 gennaio 1959 a New York
5. Ballad of the Sad Cafe – 4:55 (Charles DeForest) – Registrato il 19 marzo 1959 a New York

Durata totale: 19:06
Lato B (11584)
1. Good Morning Heartache – 4:22 (Irene Higginbotham, Ervin Drake, Dan Fisher) – Registrato il 29 gennaio 1959 a New York
2. Something I Dreamed Last Night – 4:26 (testo: Jack Yellen, Herb Magidson – musica: Sammy Fain) – Registrato il 10 marzo 1959 a New York
3. Lilac Wine – 4:53 (James Shelton) – Registrato il 19 marzo 1959 a New York
4. One for My Baby – 4:51 (testo: Johnny Mercer – musica: Harold Arlen) – Registrato il 29 gennaio 1959 a New York

Durata totale: 18:32

## Musicisti
- Chris Connor – voce solista
- Ralph Sharon – direttore d'orchestra, arrangiamenti

These Foolish Things / The End of a Love Affair / Something I Dreamed Last Night
- Wayne Andre – trombone
- Willie Dennis – trombone
- Frank Rehak – trombone
- Dick Hixon – trombone
- Bobby Jaspar – flauto
- Eugene Orloff – violino
- Sylvan Shulman – violino
- Harry Melnikoff – violino
- Sam Rand – violino
- Harry Katzman – violino
- Harry Urbont – violino
- Ray Free – violino
- George Ockner – violino
- Isadore Zir – viola
- Dave Mankovitz – viola
- Dave Soyer – violoncello
- Maurice Brown – violoncello
- Stan Free – pianoforte
- Barry Galbraith – chitarra
- Don Payne – contrabbasso
- Ed Shaughnessy – batteria

Bargain Day / Glad to Be Unhappy / Good Morning Heartache / One for My Baby
- Ernie Royal – tromba
- Harry Edison – tromba
- Joe Newman – tromba
- Al Grey – trombone
- Frank Rehak – trombone
- Eddie Bert – trombone
- Marshall Royal – sassofono alto
- Phil Woods – sassofono alto
- Frank Foster – sassofono tenore
- Seldon Powell – sassofono tenore, flauto
- Charlie Fowlkes – sassofono baritono
- Stan Free – pianoforte
- Freddie Greene – chitarra
- Eddie Jones – contrabbasso
- Sonny Payne – batteria

Ballad of the Sad Cafe / Lilac Wine
- Chris Connor – voce solista
- Don Byrd – tromba
- Steve Perlow – sassofono
- Stan Webb – sassofono
- Jerry Sanfino – sassofono
- Morton Lewis – sassofono
- Bobby Jaspar – sassofono
- Eugene Orloff – violino
- Mac Ceppos – violino
- Ray Free – violino
- Sam Rand – violino
- Harry Melnikoff – violino
- Tosha Samaroff – violino
- Leo Kruczek – violino
- Harry Lookofsky – violino
- Harry Katzman – violino
- Stan Free – pianoforte
- Kenny Burrell – chitarra
- Don Payne – contrabbasso
- Billy Exiner – batteria

### Produzione
- Nesuhi Ertegun – produzione, supervisione
- Registrazioni effettuate il 29 gennaio; 10 e 19 marzo [1959 a New York City, New York
- Tom Dowd, Herb Kaplan e Heinz Kubicka – ingegneri delle registrazioni
- Marvin Israel – design copertina album originale
- Lee Friedlander – foto copertina album originale
- Bob Rolontz – note retrocopertina album originale[4]